# Triple Entente

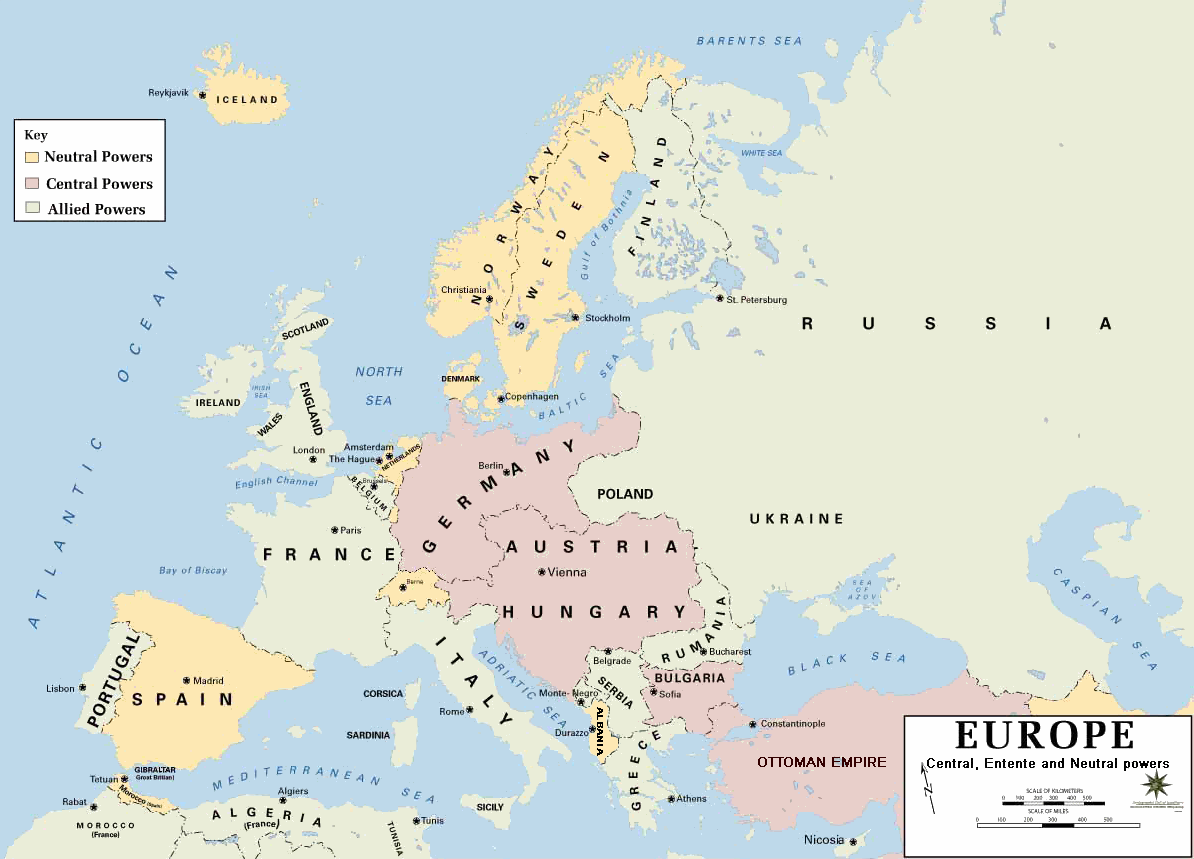
Europese militaire allianties in 1915. De centrale mogendheden zijn roze, de geallieerden grijs en neutrale landen geel.

De Triple Entente (entente is Frans voor "overeenkomst") was de alliantie gevormd in 1907 tussen het Verenigd Koninkrijk van Groot-Brittannië en Ierland, de Derde Franse Republiek en het keizerrijk Rusland na het tekenen van het Verdrag van Sint-Petersburg. Het Verenigd Koninkrijk had al een Entente Cordiale met Frankrijk sinds 1904, terwijl Frankrijk samen met Rusland de Frans-Russische Alliantie had getekend in 1894.

## Achtergrond
Hoewel het geen militaire alliantie was, was de groepering van de drie machten, en daarbij komend verschillende overeenkomsten met Japan, de Verenigde Staten en Spanje een krachtig tegengewicht voor de Triple Alliantie van het Duitse Keizerrijk, Oostenrijk-Hongarije en het koninkrijk Italië. Deze laatste had ook nog eens een geheime afspraak met Frankrijk waarbij de alliantieafspraken tenietgedaan werden.
Rusland was lid van de Driekeizersbond met Oostenrijk-Hongarije en Duitsland. Nadat deze bond verbrokkelde probeerde de Duitse kanselier Bismarck om de alliantie met Rusland te onderhouden. Dit werd formeel in het Herverzekeringsverdrag van 1887. Toen Bismarck in 1890 uit zijn ambt gezet werd door keizer Wilhelm II slaagde deze er echter niet in om het verdrag te vernieuwen en Rusland vormde een alliantie met Frankrijk.
Het Verenigd Koninkrijk werd gevraagd om een alliantie aan te gaan met Duitsland maar ging niet akkoord vanwege de ideologische en militaire doelen van het land; bovendien waren de landen al decennia in een vlootwedloop verwikkeld.
In 1915 voegde Italië zich bij de Triple Entente en deze was nu de macht tegenover de centrale mogendheden tijdens de Eerste Wereldoorlog. Italië hoorde eerder bij de Triple Alliantie, maar die stelde dat militaire hulp geboden zou worden als een van de drie naties (Duitsland, Oostenrijk-Hongarije en Italië) aangevallen zou worden; Duitsland echter viel aan en daarom was Italië niet verplicht hulp te bieden. Na het uitbreken van de oorlog in Europa in augustus 1914 besloten de landen van de Entente om geen aparte vrede met Duitsland of Oostenrijk-Hongarije te ondertekenen.
Maar de wapenstilstand en Vrede van Brest-Litovsk in december 1917 van Rusland met Duitsland beëindigde de samenwerking van de Entente. Het Verenigd Koninkrijk en Frankrijk gingen verder met hun samenwerking in de uiteindelijk onsuccesvolle pogingen om de naoorlogse orde te bewaren in de jaren twintig en dertig. Nadat Frankrijk in juni 1940 werd verslagen door Duitsland en gedwongen werd tot een aparte vrede kwam het Verenigd Koninkrijk alleen te staan in Europa.
Door de Entente kwam er een einde aan de Britse neutraliteit in Europa. Het was gedeeltelijk een antwoord op het groeiende Duitse antagonisme dat geuit werd in de oprichting van de Kaiserliche Marine die in staat moest zijn om de Britse Royal Navy te kunnen bedreigen.
De Frans-Russische Alliantie leek verzwakt door het verlies van Rusland in de Russisch-Japanse Oorlog maar werd later nog machtiger toen Rusland onverwacht en zeer snel herstelde na de Russische Revolutie van 1905 en toen het Verenigd Koninkrijk werd toegevoegd als diplomatische partner.
Het was niet de eerste keer dat het Verenigd Koninkrijk, Frankrijk en Rusland een alliantie vormden: dit deden ze ook bij de Griekse Onafhankelijkheidsoorlog.

## Verenigd Koninkrijk van Groot-Brittannië en Ierland
In de negentiende eeuw isoleerde Groot-Brittannië zich van het continentale Europa en concentreerde zich vooral op het onderhoud en de uitbreiding van het grote overzeese rijk. Begin 1900 begon het Europese toneel echter dramatisch te veranderen en Groot-Brittannië had een tekort aan bondgenoten. Voor het grootste gedeelte van de negentiende eeuw had Groot-Brittannië Frankrijk en Rusland als de twee grootste rivalen gezien maar door de dreiging van het Duitse imperialisme veranderde dit.
De drie hoofdredenen waren de volgende.
1. Frankrijk en Groot-Brittannië hadden in 1904 een aantal akkoorden ondertekend omtrent hun kolonies in Noord-Afrika. De Tangercrisis zorgde voor een plotselinge samenwerking tussen beide landen tegen Duitsland, dat ijverde voor de Marokkaanse onafhankelijkheid.
2. Rusland was kort voordien verslagen in de Russisch-Japanse oorlog. Hierdoor leek Rusland niet zo sterk als eerst werd gedacht en was Groot-Brittannië niet meer zo bezorgd over het Russische imperialisme. Bovendien was Rusland nog kwetsbaarder door de vorming van de Triple Alliantie in 1882.
3. Groot-Brittannië was erg bezorgd over de groeiende bedreiging van het Duitse imperialisme. Het zag zijn eigen dominante plaats in de wereld in het gedrang komen door Duitse economische groei. Keizer Wilhelm II had aangekondigd dat het zijn bedoeling was een globaal Duits rijk te ontwikkelen en een sterke marine. Deze marine was nodig omdat Duitsland voor vervoer over zee nog altijd van Groot-Brittannië afhankelijk was en het in al zijn pogingen om economische zeebasissen (Salomon-eiland, Filipijnen, Kiautschou-baai e.d.) werd gehinderd door de andere mogendheden. Groot-Brittannië, dat traditioneel de wereldzeeën beheerste, zag dit als een serieuze bedreiging voor zijn eigen rijk en marine. Groot-Brittannië was ook jaloers op de ongebreidelde economische groei van Duitsland, dat het land als een bedreiging zag. Ze wilden niet dat een ander land markten die voorheen gedomineerd werden door Groot-Brittannië binnengedrongen werden door een andere mogendheid.
Groot-Brittannië en Frankrijk, die beide de economische groei en expansie van Duitsland wilden inperken, tekenden in oktober 1904 een akkoord, de Entente Cordiale. Drie jaar later kwam het Verdrag van Sint-Petersburg na de Duitse expansie in het Midden-Oosten.

## Derde Franse Republiek
De Frans-Duitse Oorlog die in 1870 uitbrak eindigde in een dramatisch en vernederend verlies voor Frankrijk. De Duitsers dwongen Frankrijk ertoe om in 1871 de Vrede van Frankfurt te tekenen, waardoor het industrieel belangrijke gebied Elzas-Lotharingen aan Duitsland overgedragen werd. Frankrijk maakte zich zorgen over de Duitse militaire ontwikkeling en begon een eigen leger uit te bouwen als tegenwicht voor de Duitse dreiging. Door de Frans-Russische Alliantie had Frankrijk nu een goede band met Rusland. Het doel van Frankrijk was zich te beschermen tegen een aanval van Duitsland en om het verloren gebied Elzas-Lotharingen opnieuw te verwerven.

## Keizerrijk Rusland

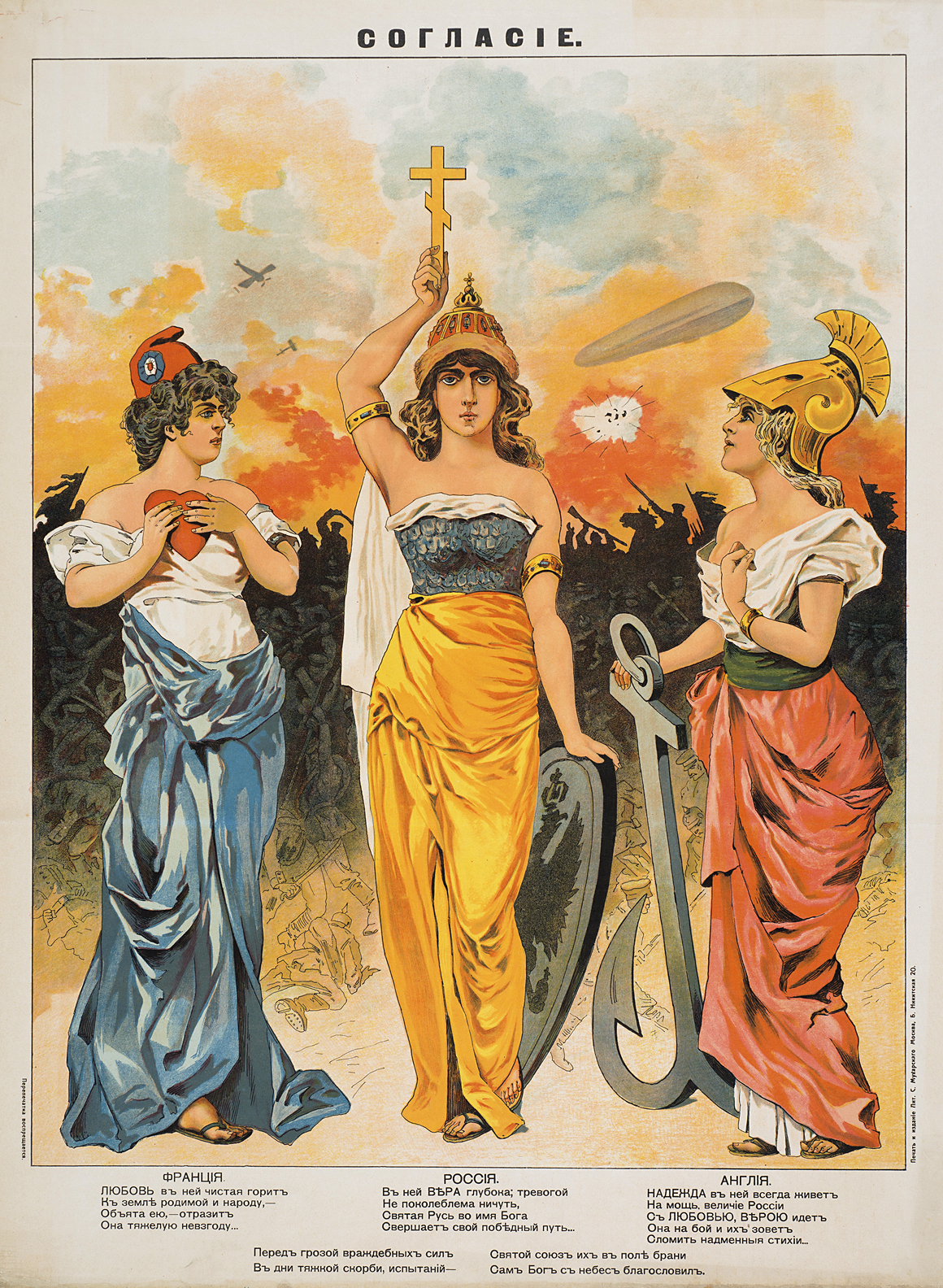
Russische affiche uit 1914. De bovenste inscriptie betekent overeenkomst (entente)

Rusland beschikte over de grootste mankracht van alle zes de Europese grootmachten, maar lag economisch gezien achter op de anderen. Rusland was net als Frankrijk bezorgd over het Duitse imperialisme. Nadat de Duitsers waren begonnen met de reorganisatie van het Ottomaanse leger, vreesde Rusland dat ze controle zouden krijgen over de Dardanellen, een belangrijke handelsader die garant stond voor twee vijfde van de Russische export.
Dit werd gekoppeld aan de lange geschiedenis van rivaliteit met Oostenrijk-Hongarije. Dat land had recent Bosnië-Herzegovina geannexeerd, waardoor het Rusland kwaad maakte. Rusland zag zichzelf als de leider van de Slavische wereld en zag de invasie als een eerste stap in de richting van de annexatie van het koninkrijk Servië en het vorstendom Montenegro. Om de Oostenrijk-Hongaarse agressie in de Balkan tegen te gaan, tekende Rusland een akkoord met Servië om het militair te steunen bij een mogelijke aanval van Oostenrijk-Hongarije.
Na de Russische Revolutie van 1905 moest de tsaar Rusland omvormen tot een constitutionele monarchie. Hierna ging hij een alliantie aan met Frankrijk en later ook met het Verenigd Koninkrijk.
De Frans-Russische Alliantie, de Engels-Russische Entente en de Entente Cordiale vormden samen de Triple Entente tussen het Verenigd Koninkrijk, Frankrijk en Rusland.